# 플래닛 쉬버
플래닛 쉬버(Planet Shiver)는 대한민국의 남성 프로듀서 2인조 그룹이다. 2008년 결성, 다이나믹 듀오 4집과 에픽 하이 5집에 곡 리믹스로 데뷔를 하였으며, 멤버로는 DJ Friz, Philtre가 있다. 2009년 6월부터 에픽 하이와의 친분으로 맵더소울의 소속으로 활동하였으나, 2010년, 울림엔터테인먼트와 맵더소울의 합병으로 지금은 5oundation 소속이다. 하지만, 크루의 개념으로 남게 된 맵더소울 크루에 크루 멤버로 계속 남아있게 된다.
2002년부터 국내 최고의 Scratch DJ로 활동하였던 DJ Friz와 DH Style의 약력과는 달리, 이들은 일렉트로닉 댄스 뮤직, 주로 트랜스/프로그레시브 계열의 음악을 하고 있다. 2011년. DH Style은 학업의 이유로 활동을 중단했다.
대표곡: Momentum , Everlasting

## 구성원
- DJ 프리즈 (dj friz)
- 필터 (Philtre)

## 음반
- 2014년 SIN
- 2011년 Twilight Zone
- 2010년 Everlasting
- 2009년 Remixing the Human Soul
- 2009년 Momentum

## 음반 참여
- 2008년 소녀시대 Kissing You - Rhythmer Remix Vol.1
- 2008년 에픽하이 Pieces, Part One
- 2008년 다이나믹 듀오 Last Days
- 2009년 에픽하이 [e]
- 2009년 김범수 Slow Man
- 2009년 에픽하이 Remixing the Human Soul
- 2010년 에픽하이 epilogue
- 2010년 브라운아이드소울 can't stop lovin' you
- 2010년 DJ RUBATO Blessin Day
- 2011년 리쌍 AsuRa BalBalTa
- 2011년 타블로 열꽃
- 2011년 다이나믹듀오 Digilog 1/2

## 여담
- 2008년 리드머에서 소녀시대의 〈Kissing You〉 리믹스 대회가 열렸을 때 DJ 프리즈와 필터가 참여해 Kissing You - Rhythmer Remix Vol.1에 수록되었다.[1]
- 팀의 이름인 ‘플래닛 쉬버’는 팀명에 고민하고 있을 때 타블로가 ‘소름끼치는 행성’의 의미로 지어주었다.[1]
- DJ friz - Turntablism , Philtre - Triphop , dh style - RnB/Soul 음악을 각자 준비중이다.